# Криптомнезія
Криптомнезія (від дав.-гр. κρυπτός - прихований, таємний + μνήμη - пам'ять, спогад) — це несвідомий вплив пам'яті, який змушує поточні думки (помилково) сприйматися як нові чи оригінальні (Taylor, 1965). Криптомнезія може виникати щоразу, коли люди складають мелодію, вирішують проблему, пишуть вірш чи генерують дослідницьку ідею, вважаючи, що їх продукт є оригінальним і випливає з своєї творчості хоча насправді те, що було створено, є чужою інновацією (або навіть своєю власною), яку колись раніше зустріли і потім забули. Коли криптомнезія виникає в опублікованій літературі або наукових ідеях, це явище є несвідомим або ненавмисним плагіатом (Використання терміна "плагіат" в даній публікації значно відрізняється від навмисного плагіату, де мотиви, механізми та інструменти виявлення досить добре визначені).

В "Словнику психології"  Уоррена Х. К. визначення криптомнезії звучить наступним чином:
"Стан пам'яті, при якому початковий досвід забувається через несвідомі мотиви і, отже, з'являється як очевидно новий витвір, позбавлений атрибутів пам'яті" .
У "Всеосяжному словнику психологічних і психоаналітичних термінів" ми знаходимо:
"Очевидно творче мислення, при якому організовані ідеї з минулого досвіду здаються новими. Сам минулий досвід не згадується і може бути невідтворюваним або пригніченим".

## Формування терміна
Криптомнезія відноситься до категорії психіатричних термінів, які здобули погану репутацію і майже застаріли. Його погана репутація виникла через його популярність серед людей, які вірять у психологічні сили, спіритизм, віталізм та інші надприродні сили. Такі люди використовували його для позначення очевидної здатності деяких медіумів усвідомлювати, коли вони перебувають у трансі, «приховані» спогади, приховані у сенсі недоступності для них у їхній нормальній свідомості. Віруючі у спіритизм переконані, що медіуми трансу можуть у такий спосіб відтворювати спогади померлих людей та мови минулих цивілізацій. Вчені, вивчаючі криптомнезійні феномени ігнорують такі переконання і впевнені у існування несвідомих у розумі спогадів, які можна згадати тільки в станах трансу або марення, коли переважні бар'єри між свідомими та несвідомими областями розуму частково зняті.
У спробі зберегти термін "криптомнезія" для використання в медицині його значення було змінено таким чином, що не залишилося і натяку на зв'язок зі спіритичними віруваннями або трансовими станами. Тепер він позначає присутність у нормальній свідомості явищ, які об'єктивно є спогадами, але суб'єктивно не усвідомлюються як такі. Таким чином, вони можуть помилково переживатися людиною, як нові та оригінальні твори її розуму. Криптомнезія може стати ненавмисним плагіатом.

## Випадки

### Теодо́р Флурнуа́
Теодо́р Флурнуа́, наприклад, розповів про випадок неосвіченої та майже неписьменної молодої жінки, яка у фебрильному стані вимовляла довгі фрази давньогрецькою та давньоєврейською мовами. З'ясувалося, що колись вона була служницею в будинку вченого, який, мав звичку голосно декламувати уривки давньогрецькою та давньоєврейською мовами. Передбачалося, що завчені фрази збереглися в її підсвідомості та були відновлені під час марення.
Моріс Луїс Бернштейн
Моріс Бернштейн у своїй книзі назвою "Пошуки Брайді Мерфі" розповів, як 1952 року 30-річна американська домогосподарка на ім'я місіс Вірджинія Тіге була введена в гіпнотичний транс. На загальний подив, вона почала говорити ірландською мовою про попереднє втілення, коли вона жила в Ірландії і її звали Брайді Мерфі. У наступних гіпнотичних сеансах вона розповідала про багато випадків, які сталися в її минулому житті і здавалися справжніми. Однак місіс Вірджинія Тіґе ніколи в житті не була в Ірландії.Книга про неї стала бестселером і викликала великий суспільний інтерес. Репортери відправились до Ірландії, щоб з'ясувати, чи може історія про Брайді Мерфі бути правдою. Проте їхні пошуки не мали успіху. Були й інші репортери, які відчули, що психоаналітична інтерпретація криптормезії місіс Вірджинії Тіге може мати якусь цінність новин. Вони навели довідки у частині Чикаго, де вона виховувалася. Невдовзі вони з'ясували, що вона була добре знайома з сім'єю ірландки, дошлюбне прізвище якої було Брайді Мерфі. Маленька Вірджинія також була відома як талановита актриса, яка могла говорити ірландською мову, щоб потішити публіку.

### Карл Густав Юнг
Карл Юнг розглядав криптомнезію та ненавмисний плагіат у своїй докторській дисертації. Він виявив приклад цього в "Так казав Заратустра" Ніцше. Це стосувалося наступного уривка: "Приблизно в той час, коли Заратустра жив на Щасливих островах, сталося так, що корабель кинув якір біля острова, на якому стоїть гора, що димить, і команда зійшла на берег, щоб постріляти кроликів. Проте близько полуденної години, коли капітан і його люди знову зібралися разом, вони раптом побачили, що до них повітрям наближається людина, і голос виразно вимовив: "Час прийшов! Давно пора!" Але коли фігура наблизилася до них, швидко пролетівши повз, як тінь, у напрямку вулкана, вони з великим страхом зрозуміли, що то був Заратустра.... Ось, - сказав старий керманич, - Зартустра спускається в пекло. Юнг згадав, що дуже схожий випадок був описаний у швабській історії про привиди Кернером, німецьким лікарем та поетом. Чотири капітана та один купець, містер Белл, вирушили на берег острова Стромболі, щоб постріляти кроликів. О третій годині вони змусили команду піднятися на борт, коли, на їхнє невимовне здивування, вони побачили двох чоловіків, що стрімко летять до них по повітрю...... Вони пролетіли повз них дуже близько, з величезною швидкістю, і, на їхню жахливість, спустилися серед полум'я, що палало, в кратер страшного вулкана Стромболі. Вони впізнали в цій парі знайомих із Лондона. Коли мандрівники повернулися до Лондона, вони довідалися, що ці двоє знайомих померли. Тому вони вирішили, що Стромболі – це вхід до пекла. Юнг дійшов висновку, що Ніцше натрапив на уривок Кернера в юності. Через двадцять років, коли він захотів написати про подорож Заратустри до пекла, логічний спогад про цей уривок був криптомнезично активований і не розпізнаний як спогад. Юнг зазначив, що відтворена розповідь мала типові ознаки ненавмисного плагіату: вона повторювала загальну тенденцію оригінального оповідання і включала деякі несуттєві деталі, наприклад, стрілянину по кроликах. Але літературний стиль та вибір слів були зовсім різними у двох версіях.